# Église Saint-Laurent de Camous
L'église Saint-Laurent de Camous est une église catholique du XIXe siècle située à Beyrède-Jumet-Camous, dans le département français des Hautes-Pyrénées en France.

## Localisation
L'église Saint-Laurent de Camous est située à l'entrée du village, sur la rive droite de la Neste.

## Historique
L'église était autrefois une ancienne cure d'Ardengost et de Fréchet-Aure.
L'église fut détruite par un incendie dans la nuit de Noël 1858, seul subsista le clocher qui fut construit en 1600.
L'église actuelle résulte des travaux du XIXe siècle.

## Architecture
L'église est désorientée, l'abside se trouve accolée au mur oriental du clocher.
La nef unique est  prolongée par un chevet plat et l'abside est de forme semi-circulaire. La nef et le clocher sont deux parties distinctes.
L'accès à l'église se fait à l'est par un portail en pierre marbrière, composée de pilastres, de chapiteaux portant un tympan, d'une corniche et d'un fronton surmonté d'un oculus.

## Galerie de photos

Sélection de vues diverses
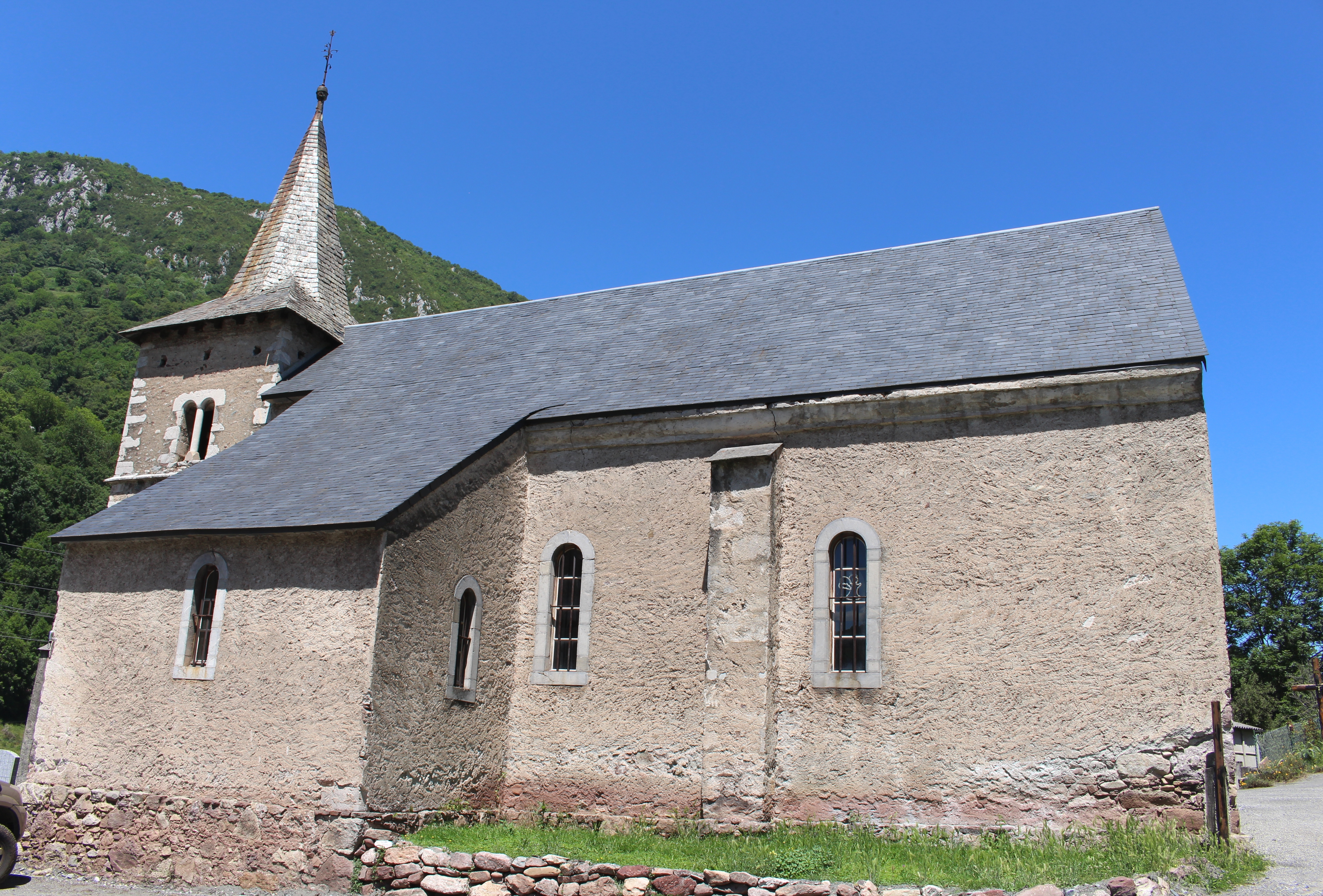
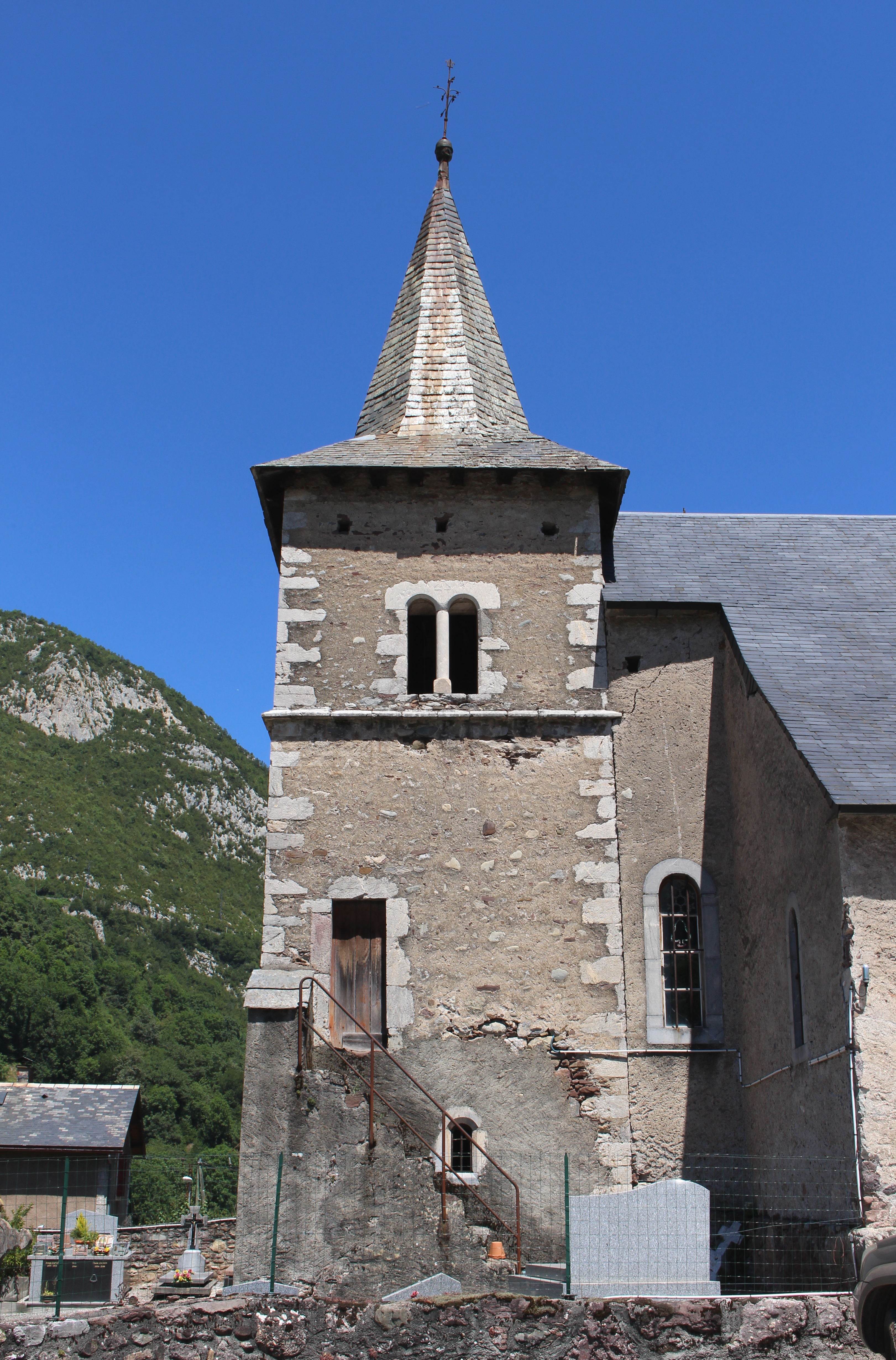